# Moeren
Moeren ook wel "De Moeren" is een buurtschap in de gemeente Zundert in de Nederlandse provincie Noord-Brabant. Het ligt in het noordwesten van de gemeente, aan de weg van Zundert naar Rucphen. Het maakt als zogenaamde buitenbuurtschap deel uit van de vele buurtschappen die deze gemeente rijk is. Binnen de grenzen van deze buurtschap ligt tevens Landgoed De Moeren, waaraan de buurtschap haar naam dankt.
Landgoed de Moeren is een openbaar, privaat landgoed van de familie Van der Hoeven, grenzend aan de landgoederen Wallsteijn en Oude Buissche Heide, beide in beheer van Natuurmonumenten.
Dorpen: Achtmaal · Klein-Zundert · Rijsbergen · Wernhout · Zundert

Buurtschappen: Breedschot · De Kruispad · De Lent · Driehoek · Hazeldonk · Hellegat · Hulsdonk · Kaarschot · Klein-Oekel · Luitert · Maalbergen · Moeren · Oekel · Ostaaijen · Raamberg · Stuivezand · Tiggelt · Tiggeltscheberg · Weimeren · Wernhoutsburg · Wildert

Noord-Brabant: Steden en dorpen      Nederland: Provincies · Gemeenten